# Samo
Samo a fost un conducător de triburi slave, în centrul Europei. În anul 623 triburile slave s-au răsculat împotriva avarilor, întemeind primul stat organizat slav, Statul lui Samo
Samo a murit în anul 658 d.Chr, în urma decesului lui destrămându-se și formațiunea statală.